# Sophie Dorothea von Braunschweig-Lüneburg

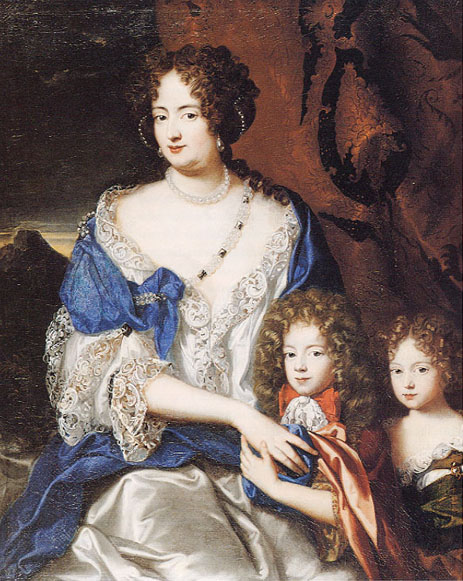
Sophie Dorothea von Braunschweig-Lüneburg mit ihren Kindern Georg und Sophie Dorothea

Sophie Dorothea Herzogin von Braunschweig und Lüneburg (* 15. September 1666 in Celle; † 13. November 1726 auf Schloss Ahlden) war Herzogin von Braunschweig und Lüneburg und durch Heirat Kurprinzessin von Braunschweig-Lüneburg und ab 1714 de jure Königin von Großbritannien. Sie ging als Prinzessin von Ahlden in die Geschichte ein.

## Leben

### Herkunft

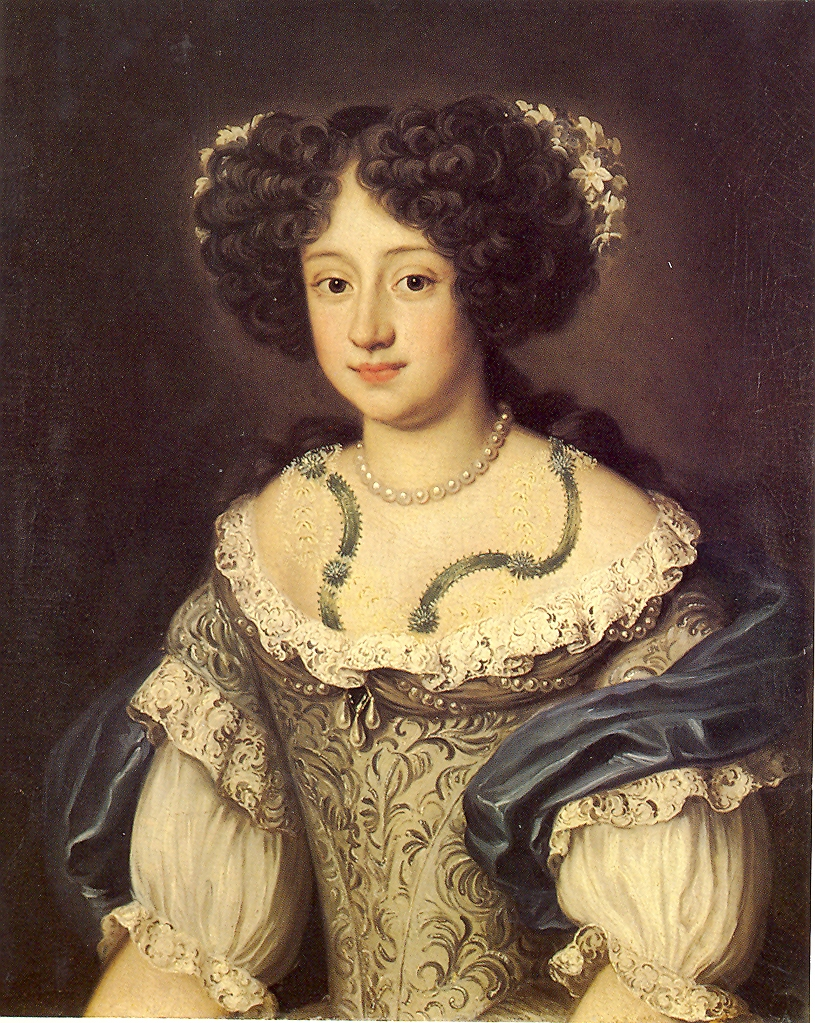
Sophie Dorothea von Braunschweig-Lüneburg

Sophie Dorothea war das einzige Kind und Erbin des Herzogs von Braunschweig und Lüneburg, Georg Wilhelm Fürst zu Lüneburg (1624–1705), aus seiner legitimierten Ehe mit der Hugenottin Eleonore Desmier d’Olbreuse (1639–1722), Tochter von Alexander II. Desmier d’Olbreuse und Jacquette Poussard de Vandré. Ihre Großeltern väterlicherseits waren Herzog Georg von Braunschweig und Lüneburg, Fürst zu Calenberg und Landgräfin Anna Eleonore von Hessen-Darmstadt.
Sophie Dorothea wuchs in sorglosen Verhältnissen heran. Ihre Eltern waren – eher eine Ausnahme als die Regel bei Ehepaaren ihres Standes – einander in aufrichtiger Liebe verbunden und schenkten auch dem aufgeweckten und begabten Mädchen Wärme und Zuneigung. Ihr Vater übertrug ihr im Laufe der Zeit große Vermögenswerte, und dieser Reichtum machte Sophie Dorothea zu einer interessanten Heiratskandidatin. Zu den Bewerbern um die Hand der reichen Erbin gehörten Prinz August Friedrich von Braunschweig-Wolfenbüttel, Herzog Friedrich Karl von Württemberg-Winnental, Kurfürst Maximilian II. Emanuel von Bayern und der schwedische König Karl XI.
Hätte sie jedoch einen Mann genommen, der eigene Ansprüche auf das Herzogtum Braunschweig und Lüneburg anmeldete, wäre die Jahre vor ihrer Geburt geschlossene Übereinkunft zwischen ihrem Vater und ihrem Onkel Ernst August von Hannover, der seit dem Tode Herzog Johann Friedrichs 1679 in Hannover regierte, gefährdet gewesen. Um die Einhaltung dieses Vertrages zu sichern, hielt Kurprinz Georg Ludwig, der älteste Sohn des hannoverschen Herzogspaares, ebenfalls um die Hand seiner Cousine ersten Grades an. Zum Entsetzen Sophie Dorotheas und ihrer Mutter willigte ihr Vater ein.

### Heirat und Nachkommen
Gegen ihren Wunsch heiratete Prinzessin Sophie Dorothea am 18. November 1682 in der Kapelle auf Schloss Celle ihren Cousin, den späteren britischen König Georg I. (1660–1727), den ältesten Sohn des Herzogs und späteren Kurfürsten Ernst August von Braunschweig-Lüneburg und dessen Gattin Prinzessin Sophie von der Pfalz. Sophie Dorotheas Schwiegermutter – einst von ihrem Vater als Verlobte verschmäht (Entsagungsurkunde) – betrachtete sie stets als einen nicht ebenbürtigen „Bastard“, bezeichnete sie als „Mausdreck im Pfeffer“ und nahm sie kühl auf. Trotzdem schien die Ehe anfangs glücklich zu verlaufen. Aus ihr gingen zwei Kinder hervor:
- Georg August (1683–1760)
- Sophie Dorothea (1687–1757)

Nach der Geburt der Kinder entfremdeten sich die Ehepartner jedoch, ab 1691 bevorzugte Kurprinz Georg Ludwig seine Mätresse Gräfin Melusine von der Schulenburg (1667–1743).

### Graf von Königsmarck

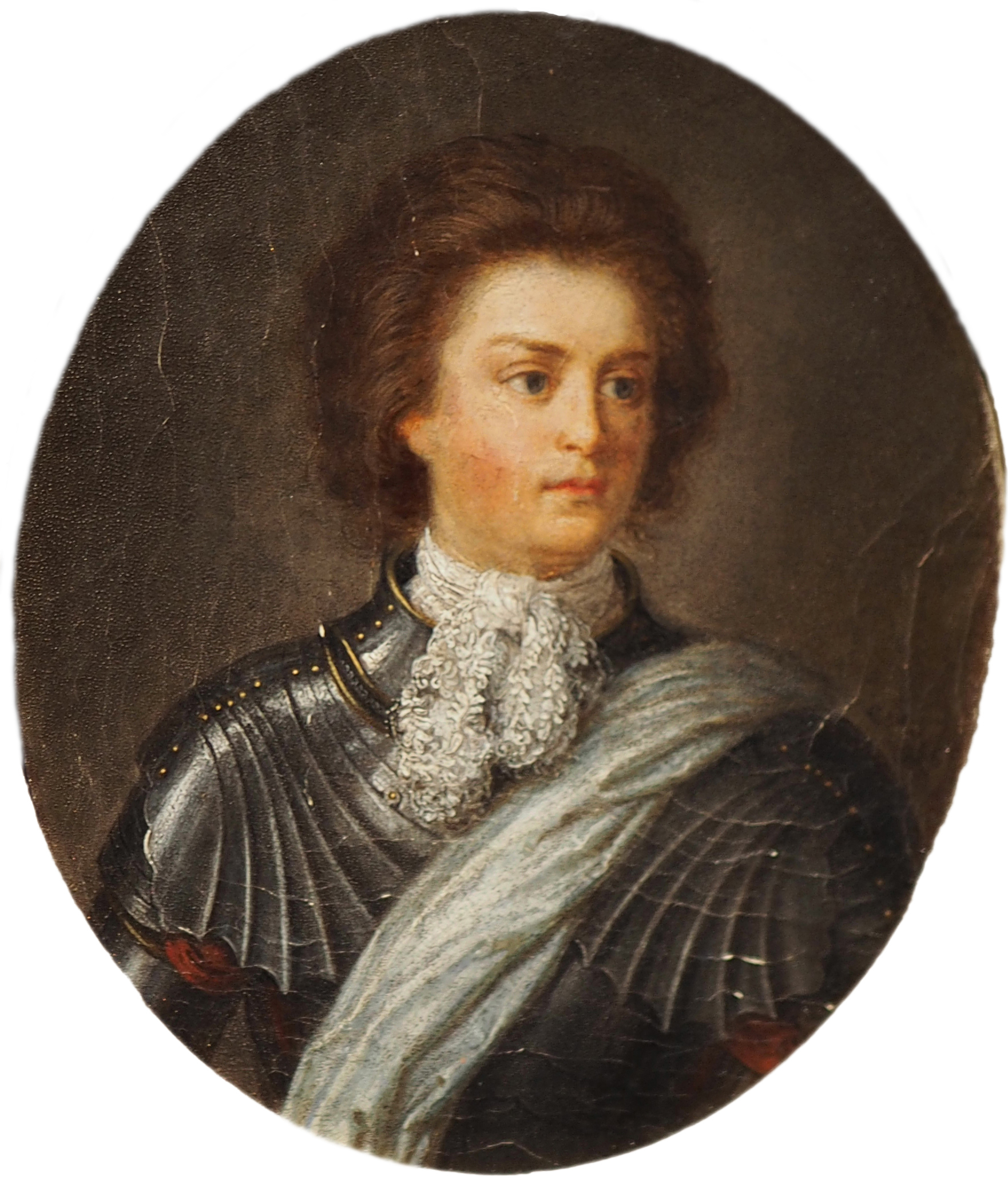
Philipp Christoph von Königsmarck

Philipp Christoph Graf von Königsmarck (1665–1694) entstammte einem alten märkischen Adelsgeschlecht. Sophie Dorothea kannte ihn seit ihrer Kindheit, da er als Page am Hof ihres Vaters aufgewachsen war. Anfang 1688 kam er nach Hannover. Er diente als Oberst der Leibgarde des Herzogs Ernst August und nahm am Feldzug gegen Frankreich teil. Als Oberst der Leibgarde gehörte er zum engsten Kreis der herzoglichen Hofhaltung. Der Kontakt zwischen dem Grafen Königsmarck und Kurprinzessin Sophie Dorothea war anfangs lose und sporadisch. Dies änderte sich vermutlich 1691, blieb aber zunächst unbemerkt. Durch die unvorsichtige Bevorzugung des Grafen erkannte der hannoversche Hof spätestens 1694, dass Sophie Dorothea ein Liebesverhältnis mit von Königsmarck eingegangen war. Die Forschung konnte anhand der Quellen nachweisen, dass die beiden (vermutlich seit März 1692) eine sexuelle Beziehung unterhielten, was Sophie Dorothea zeitlebens leugnete.
Nach einem heftigen Streit mit ihrem Mann reiste Sophie Dorothea im Frühjahr 1694 zu ihren Eltern nach Celle. Diese billigten die Trennung des Kurprinzenpaares nicht; Sophie Dorotheas Vater hatte die Hauptlast im Krieg gegen Dänemark und Schweden getragen und war auf die Hilfe seines hannoverschen Bruders angewiesen. Daher schickten die Eltern ihre Tochter nach Hannover zurück. Im Sommer 1694 plante sie, zusammen mit von Königsmarck und ihrer Hofdame Eleonore von dem Knesebeck, die Flucht, die entweder nach Wolfenbüttel zu Herzog Anton Ulrich oder nach Kursachsen führen sollte, wo der Graf als Generalmajor der Kavallerie eine Offiziersstelle innehatte. Der Fluchtplan wurde aber verraten.

### Königsmarck-Affäre

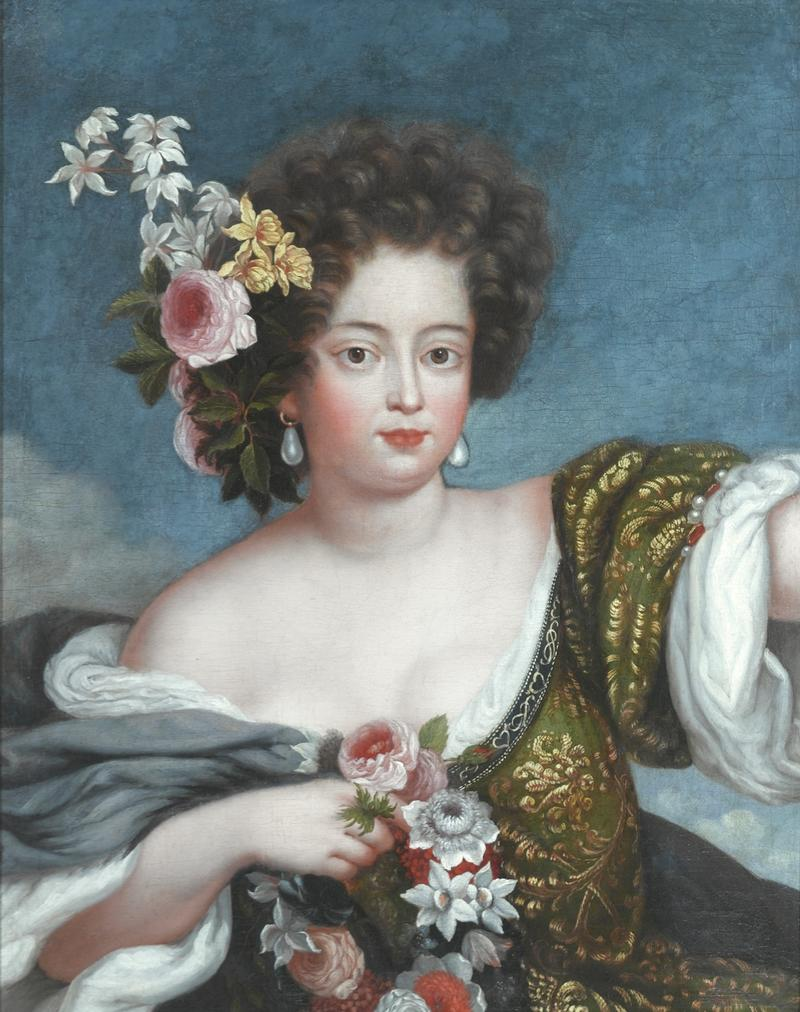
Sophie Dorothea von Braunschweig-Lüneburg

Gräfin Clara Elisabeth von Platen (1648–1700), eine frühere Mätresse des Kurfürsten Ernst August, hatte im Januar 1694 vergeblich versucht, Graf Königsmarck zu einer Ehe mit ihrer unehelichen Tochter Sophia Charlotte zu bewegen. Gekränkt offenbarte sie daraufhin am Hof das Liebesverhältnis des Grafen mit Sophie Dorothea und deren geplante Flucht, und es entwickelte sich eine Staatsaffäre. In der Nacht des 11. Juli 1694 verschwand Graf Königsmarck im Leineschloss spurlos. Sophie Dorothea sollte niemals erfahren, was mit ihrem Liebhaber geschehen war. Die Vermutung liegt nahe, dass er auf Veranlassung des Kurfürsten Ernst August mit Wissen des Kurprinzen Georg ermordet worden war. Man fand keine Spur mehr von ihm, offiziell gilt er bis heute als verschollen. Der wahre Sachverhalt ist unklar geblieben und alle Dokumente, die Aufschluss hätten geben können, wurden von der hannoverschen Regierung beschlagnahmt und vernichtet.
Das Verschwinden des Grafen Königsmarck wurde zur Staatsaffäre, als nicht nur Verwandte, Diplomaten und die Bevölkerung darüber zu rätseln begannen. König Ludwig XIV. erkundigte sich bei seiner Schwägerin Liselotte von der Pfalz nach Einzelheiten, doch sie gab vor, ahnungslos zu sein. Darauf schickte der französische König Agenten nach Hannover. Sie konnten ebenso wenig Licht in das Mysterium bringen wie August der Starke, der wochenlang nach seinem verschwundenen General fahnden ließ.
Im Gegenzug wandten sich die Brüder Kurfürst Ernst August und Herzog Georg Wilhelm mit einer Beschwerde an den Kaiser. Falls Leopold I. nicht verhindere, dass der sächsische Kurfürst weiterhin „unfreundliche Akten“ gegen Hannover und Celle anlege, würden sie ihre Truppen von den alliierten Streitkräften abziehen. Obwohl nun der Kaiser wie auch Kurfürst Friedrich III. von Brandenburg Druck auf den sächsischen Kurfürsten ausübten, bohrte dessen Gesandter weiter und sagte dem Grafen von Platen auf den Kopf zu, dass Königsmarck entweder gefangen oder getötet worden sei.

### Die Liebesbriefe zwischen Sophie Dorothea und Philipp Christoph
Als seine Affäre mit der Gattin des Kurprinzen öffentlich zu werden drohte, übergab Königsmarck die Liebesbriefe seinem Schwager, dem schwedischen Grafen Carl Gustav von Löwenhaupt. Dessen Erben boten das verfängliche Material später dem Haus Hannover zum Kauf an. Sie verlangten aber einen so hohen Preis, dass der Hof auf den Erwerb verzichtete und stattdessen im Gegenzug die Echtheit des Briefwechsels in Frage stellte. Mitte des 19. Jahrhunderts wurde der Briefwechsel publiziert. Der Großteil der Briefe befindet sich heute im Besitz der schwedischen Universität Lund, einige wenige gelangten in die Hände von Sophie Dorotheas Enkel, Friedrich dem Großen. Angeblich wurden sie auf Veranlassung von Friedrichs Schwester Louise Ulrike, Königin von Schweden, gestohlen. Nach Friedrichs Tod kamen die Briefe ins Preußische Geheime Staatsarchiv. Inzwischen steht die Authentizität der Briefe zweifelsfrei fest.
Der hannoversche Historiker Georg Schnath hat anhand der vorhandenen Briefe, die selten datiert, oft aber nummeriert waren, errechnet, dass es ursprünglich 660 Briefe gegeben habe, 340 Briefe von seiner und 320 Briefe von ihrer Hand. Die fehlenden Briefe sind nach Bekanntwerden der Affäre beschlagnahmt und vernichtet worden. Überhaupt geben die Bestände des Landesarchivs zu Hannover über die kritischen Jahre kaum Aufschluss. Selbst der Briefwechsel zwischen Herzogin Sophie und ihrer Nichte Liselotte von der Pfalz, der manches hätte erhellen können, wurde offensichtlich im Nachhinein zensiert.

### Scheidung und Zeit auf Schloss Ahlden

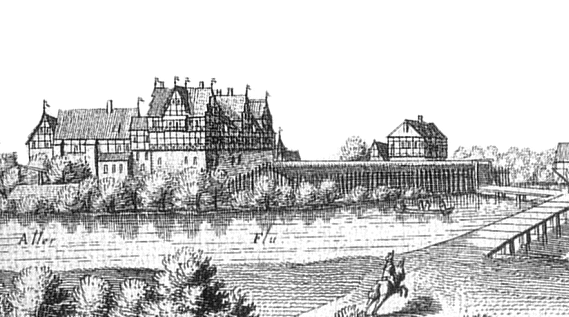
Schloss Ahlden in Merian-Stich um 1654

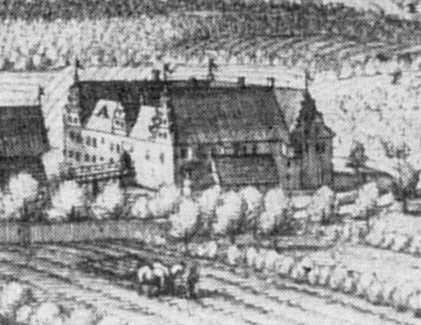
Schloss Lauenau in Merian-Stich um 1654

Graf Königsmarck war beseitigt und Kurfürst Ernst August hatte sein Ziel erreicht, es zu verhindern, womögliche Bastarde in der Ehe seines Sohnes, des Kurprinzen, geboren zu sehen, die als ehelich und erbberechtigt gegolten hätten. Im Gegensatz zu der seit dem Mittelalter allgemein üblichen Mätressen-Wirtschaft männlicher Herrscher wurden außereheliche Verhältnisse von deren Ehefrauen schon deshalb nicht geduldet und oft streng geahndet, weil die Legitimität der Dynastie in Frage stand. Neben der Königsmarck-Affäre ist der Skandal um den Tour de Nesle eines der bekanntesten historischen Beispiele. 
Georg Ludwig lebte mit seiner Mätresse Melusine von der Schulenburg zusammen, mit der er zwei Töchter hatte, was für einen Barockfürsten geradezu der Normalzustand war, und hatte an einer Scheidung kein Interesse. Er war eher phlegmatischer Natur und wünschte, die Angelegenheit hinter sich zu lassen, ohne noch mehr Aufsehen zu erregen. Sophie Dorothea, die ähnlich emotional und stolz war wie ihre Mutter, beging jedoch den Fehler ihres Lebens, indem sie selbst auf eine Scheidung insistierte. Daher wurde sie 1694 zunächst auf Schloss Ahlden festgesetzt, später wurde sie auf das Schloss Lauenau gebracht, wo der Scheidungsprozess stattfand. Georg Ludwig verlangte nun, dass die Scheidung aufgrund ihres alleinigen Verschuldens ausgesprochen werde. Die Ehe wurde am 28. Dezember 1694 geschieden und Sophie Dorothea wegen böswilligen Verlassens ihres Ehemannes zum allein schuldigen Teil erklärt. Eine neue Ehe war ihr ebenso untersagt wie ihre Kinder wiederzusehen. Ihr Name wurde aus allen offiziellen Dokumenten entfernt, sie wurde in den Gebeten nicht mehr erwähnt und der Titel einer Kurprinzessin wurde ihr aberkannt. Nach dem Urteil brachte man sie in den entlegenen Amtssitz Schloss Ahlden in der Lüneburger Heide, der ihr als standesgemäßes Gefängnis diente. Obwohl im Urteil nichts von fortdauernder Gefangenschaft steht, erlangte sie ihre Freiheit nie mehr wieder.
Ohne die Scheidung hätte sie vielleicht als spätere Kurfürstin und britische Königin weitab von ihrem Mann einen eigenen Hof unterhalten können. Doch nach ihrem Entschluss, die Scheidung einzureichen, der in den Augen der europäischen Höfe nach damaligen Maßstäben für ihren Mann eine weitere Peinlichkeit bedeutete, nachdem bereits allenthalben über eine vermutliche Ermordung Königsmarcks gemunkelt wurde, zeigte sich Georg Ludwig verärgert, rachsüchtig und stur. Er zog ihr in die Ehe eingebrachtes Vermögen ein und setzte ihr einen jährlichen Unterhalt aus. Die Prinzessin erhielt für sich und ihren Hofstaat zunächst 8.000 Taler, später bis zu 28.000 Taler (dazu hatten sich ihr Vater und Schwiegervater zu gleichen Teilen verpflichtet). Sie wurde im Nordflügel des Schlosses einquartiert, einem zweistöckigen Fachwerkbau. Für die Prinzessin wurde eine Wachtruppe von 40 Mann aufgeboten, von denen fünf bis zehn Mann rund um die Uhr das Schloss bewachten. Alle Kontaktpersonen der Prinzessin und ihre Post wurden streng kontrolliert. Einen Befreiungs- oder Fluchtversuch gab es aber nie. 
Anfangs durfte sich die Gefangene nur im Inneren des Schlosses aufhalten, später auch unter Bewachung in den Außenanlagen. Nach zwei Jahren Haft durfte sie begleitete Ausfahrten im Umkreis von etwa zwei Kilometern unternehmen. Ihr Aufenthalt in Ahlden wurde mehrmals aufgrund von Kriegsereignissen oder Umbauarbeiten am Schloss unterbrochen. Während dieser Zeiten war sie im Schloss Celle oder in Essel untergebracht. Sie durfte Besuche wie z. B. Musiker empfangen; ihre Mutter hatte eine unbegrenzte Besuchserlaubnis. Der Hofstaat stand ab 1694 bis 1711 unter der Leitung des Drosten von Ahlden, August Heinrich von Wackerbarth (1651–1711); dessen Ehefrau Susanna, geb. von Berlichingen, fungierte als erste Hofdame. Es gab noch eine weitere Hofdame, mehrere Kammerfrauen und weiteres Personal für den Haushalt und die Küche. Diese waren alle nach ihrer Loyalität für Hannover ausgewählt worden.
Die Prinzessin, deren offizieller Titel Herzogin zu Braunschweig und Lüneburg lautete (es war ihr Geburts- wie auch ihr Ehename), wurde – vor allem von der Nachwelt – inoffiziell „Prinzessin von Ahlden“ genannt. In den ersten Jahren war sie äußerst apathisch und schicksalsergeben, später versuchte sie eine Wende in ihrem Schicksal herbeizuführen. Als ihr ehemaliger Schwiegervater 1698 starb, kondolierte sie in einem demutsvollen Brief, ihrem geschiedenen Mann beteuernd, dass sie jeden Tag für ihn bete und ihn auf Knien anflehe, ihre Fehler zu verzeihen. Sie werde ihm ewig dankbar sein, wenn er ihr gestatte, ihre beiden Kinder zu sehen. Auch an Kurfürstin Sophie schrieb sie in einem Kondolenzbrief, dass sie nichts mehr wünsche als „die Hände Ihrer Hoheit zu küssen, ehe ich sterbe“. Ihre Bitten waren vergeblich.
Als Sophie Dorotheas Vater 1705 auf dem Sterbebett lag, wollte er seine Tochter ein letztes Mal sehen, um sich mit ihr auszusöhnen, doch sein Ministerpräsident Graf Bernstorff erhob Einwendungen und machte geltend, dass ein Treffen zu diplomatischen Verwicklungen mit Hannover führen würde; der alte Mann hatte nicht mehr die Kraft, sich gegen ihn durchzusetzen.
Nach dem verheerenden Ortsbrand von Ahlden 1715 steuerte die Prinzessin erhebliche Geldsummen zum Wiederaufbau bei.
Als 1722 auch noch ihre Mutter starb, war sie nur noch von Feinden umgeben, hoffte aber weiterhin, wenigstens ihre Tochter noch einmal sehen zu können. Die Königin von Preußen kam zwar 1725 nach Hannover, um sich mit ihrem Vater, dem nunmehrigen König von England, zu treffen. Doch die Mutter, die sich noch sorgfältiger als sonst kleidete, wartete täglich umsonst am Fenster.
Zuletzt scheint sie nur noch am Essen Vergnügen gefunden zu haben. Ihre Abwehrkräfte schwanden und durch die mangelnde Bewegung nahm sie an Körperfülle zu. Zunehmend litt sie unter fiebrigen Erkältungen und Verdauungsstörungen. Anfang 1726 erlitt sie einen Schlaganfall, im August 1726 legte sie sich mit heftigen Koliken ins Bett, das sie nicht mehr verließ. Ärztliche Hilfe lehnte sie ab und verweigerte die Nahrungsaufnahme. Innerhalb weniger Wochen magerte sie bedrohlich ab. Sie starb am 13. November 1726 kurz vor Mitternacht. Die Obduktion ergab einen krankhaften Leber- und Gallenverschluss aufgrund von 60 Gallensteinen. Georg I. untersagte in Hannover ausdrücklich jegliche Trauerbezeugung und war wütend, als er von der Hoftrauer erfuhr, die seine Tochter in Berlin angeordnet hatte.

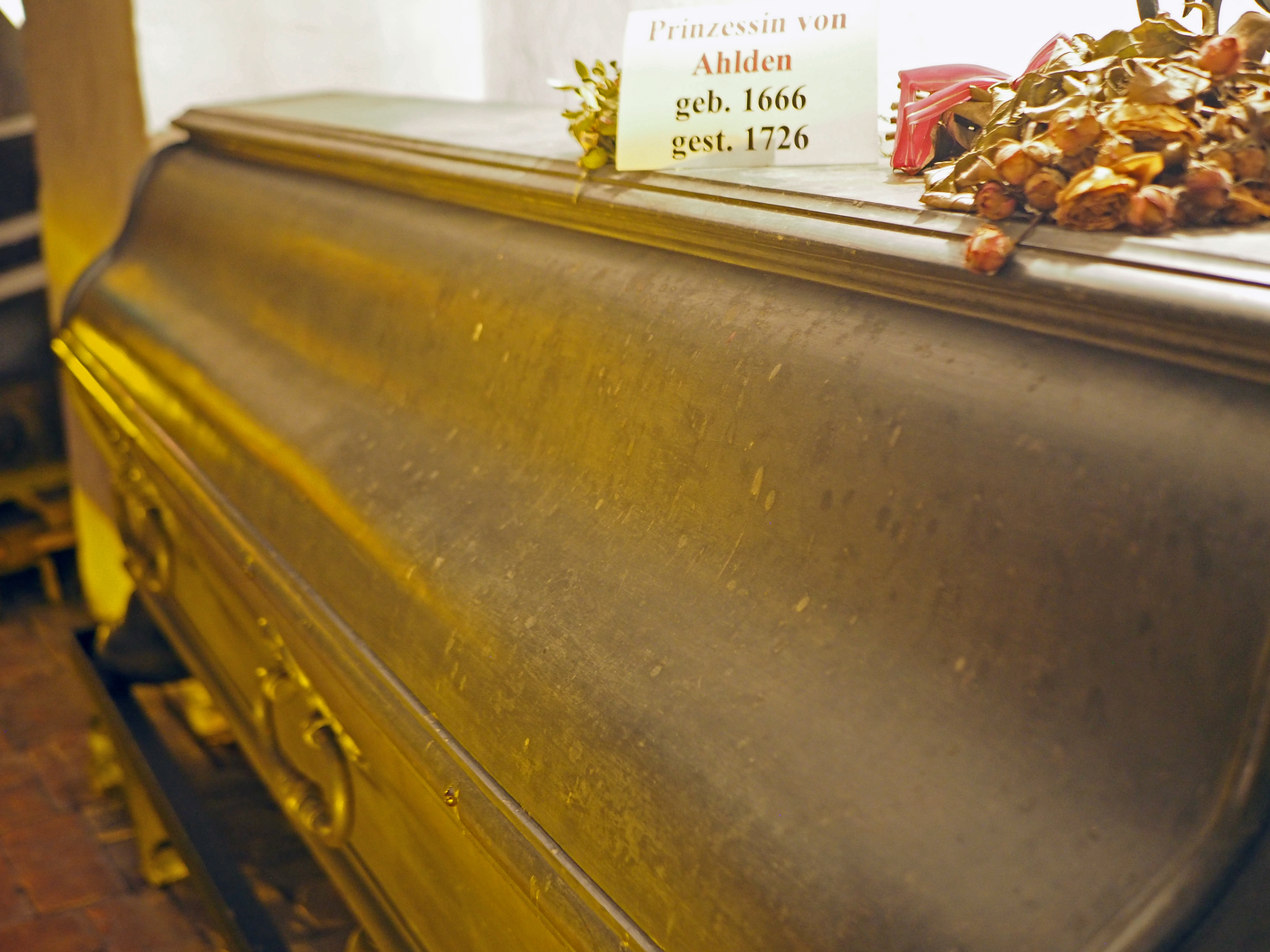
Sarg der Herzogin Sophie Dorothea in der Fürstengruft der Stadtkirche St. Marien, Celle

### Letzte Ruhestätte
Das Begräbnis entwickelte sich zur Farce. Weil die Wachmannschaft für diesen Fall keinerlei Anweisungen hatte, wurde der Leichnam in einen Bleisarg gelegt und im Keller deponiert. Im Januar 1727 kam aus London der Befehl, die Tote ohne irgendwelche Zeremonien auf dem Friedhof von Ahlden zu begraben, was aufgrund wochenlanger schwerer Regenfälle unmöglich war. So kam der Sarg erneut in den Keller und wurde mit Sand zugeschüttet.
Erst im Mai 1727 wurde die Prinzessin heimlich nachts in der Fürstengruft der Stadtkirche St. Marien in Celle beigesetzt.

### Vermögen
Ihre Eltern dürften bis zuletzt insgeheim daran geglaubt haben, dass die Tochter doch noch eines Tages aus der Haft entlassen würde. Jedenfalls setzten sie im Januar 1705, kurz vor dem Tod des Herzogs, ein gemeinsames Testament auf, nach dem sie die Güter Ahlden, Rethem und Walsrode, ausgedehnte Besitzungen in Frankreich und Celle, das große Vermögen des Vaters sowie die legendäre Schmucksammlung ihrer Mutter erhalten sollte. Ihr Vater bestimmte Graf Heinrich Sigismund von Bar zum Verwalter von Sophie Dorotheas Vermögen. Er war zwölf Jahre älter als die Prinzessin, ein gutaussehender, hochgebildeter und feinfühliger Herr, dem Sophie Dorothea tiefe Zuneigung entgegenbrachte, die nicht unerwidert blieb. Sie bedachte ihn später in ihrem Testament überreichlich, er starb allerdings fünf Jahre vor ihr. Sein Sohn folgte ihm in der Vermögensverwaltung nach, kümmerte sich aber kaum darum, so dass die Prinzessin freie Hand hatte, sich im Rahmen des Möglichen selbst um ihre Agenden zu kümmern, was sie mit großer Freude und gesundem Geschäftssinn erledigte.

## Trivia
- Der französische Abenteurer und Herzensbrecher Marquis Armand de Lassay (1652–1738) behauptete später in seinen Memoiren, nicht weniger als dreizehn Liebesbriefe von der Prinzessin erhalten zu haben; gezeigt hatte er die Schriftstücke niemandem.[10]

- Die Hofdame und Vertraute Sophie Dorotheas, Eleonore von dem Knesebeck, wurde als Mitwisserin 1695 in der Festung Burg Scharzfels im Harz inhaftiert. Nach fast dreijähriger Einzelhaft gelang ihr am 5. November 1697 die Flucht, und sie konnte sich nach Wolfenbüttel zu Herzog Anton Ulrich flüchten. Sie hinterließ im Turm der Festung ein einmaliges Dokument: Sämtliche Wände und Türen waren bis in den letzten Winkel mit Kohle und Kreide beschrieben. Die Texte, geistliche Dichtungen im Stil zeitgenössischer Kirchenlieder, Anklagen gegen ihre Feinde am Hof sowie memoirenartige Prosastücke, wurden für die hannoverschen Akten protokolliert. Bis zu ihrem Tode leugnete sie die ehebrecherische Beziehung zwischen Sophie Dorothea und Graf Königsmarck.[11]

- 1698 trat Georg Ludwig die Regierung im Kurfürstentum Hannover an. Im Jahr 1701 wurde seine Mutter, Kurfürsten-Witwe Sophie, vom englischen Parlament mit dem Act of Settlement als nächste protestantische Anwärterin zur englischen Thronfolgerin erklärt. Aber erst ihr Sohn, Georg Ludwig, bestieg 1714 als König Georg I. den englischen Thron und siedelte nach London über. Die Personalunion zwischen Hannover und Großbritannien dauerte 123 Jahre.

- Ein ähnliches Schicksal wie Sophie Dorothea widerfuhr im 18. Jahrhundert ihrer Urenkelin, der dänischen Königin Caroline Mathilde (1751–1775). Die geschiedene Schwester König Georgs III. verbrachte nach der Struensee-Affäre ihre letzten drei Lebensjahre im Celler Schloss und ließ damit wieder königlichen Glanz in die einstige Residenzstadt einziehen. In der Gruft der Stadtkirche sind die beiden tragischen Frauengestalten im Tode vereint.[12]

- Die Lebensgeschichte Sophie Dorotheas wurde von Arno Schmidt in seinem Roman Das steinerne Herz – Ein historischer Roman aus dem Jahre 1954 nach Christi verarbeitet, dessen Schauplätze Ahlden und – für eine Episode – Berlin sind. Die Geschichte der Prinzessin von Ahlden wird sukzessive in die Erzählung eingearbeitet, das Ahldener Schloss, damals Amtsgericht, ist mehrmals Ziel von Spaziergängen der Protagonisten, die schließlich durch den Fund eines Schatzes aus dem Nachlass Sophie Dorotheas zu Wohlstand kommen.

### Belletristik
- Anton Ulrich von Braunschweig-Wolfenbüttel: Römische Octavia. Nürnberg 1685–1707, 7 Bde.; Braunschweig 1712.
- Friedrich Schiller: Die Prinzessin von Zelle [Entwurf]. In: Schillers Werke. Nationalausgabe. Bd. 12: Dramatische Fragmente. Weimar 1982, S. 329–346 (Text) und S. 600–614 (Kommentar).[13]
- Heinrich Freese [d. i. Hermann Schiff]: Die Prinzessin von Ahlden oder Drei Prophezeiungen; ein Roman der Weltgeschichte. Hoffmann & Campe, Hamburg 1855.
- Theodor Hemsen: Die Prinzessin von Ahlden. Historischer Roman. Rümpler Verlag, Hannover 1869 (6 Bde.).
- Paul Burg: Des galanten Grafen Königsmarck letzte Liebes-Abenteuer. Ein Rokoko-Roman. Stern Bücher-Verlag (Koch & Co), Leipzig 1922.
- Helen Simpson: Saraband for dead Lovers. Tauchnitz, London 1935.
- Eleanor Hibbert: The Princess of Celle. Putnam Books, New York 1985, ISBN 0-399-13070-5 (Nachdr. d. Ausg. London 1967; erschien unter dem Pseudonym „Jean Plaidy“).
- Anny Wienbruch: Die ungekrönte Königin. Sophie Dorothea, die Gefangene von Ahlden. Verlag der St.-Johannis-Druckerei, Lahr-Dinglingen 1976, ISBN 3-501-00080-4.
- Helene Lehr: Sophia Dorothea. Die verhängnisvolle Liebe der Prinzessin von Hannover; Roman. Droemer Knaur, München 1994, ISBN 3-426-60141-9.
- John Veale: Passion Royal. A novel. Book guild Publ., Lewes, Sussex 1997, ISBN 1-85776-157-X.
- Dörte von Westernhagen: Und also lieb ich mein Verderben. Roman. Wallstein-Verlag, Göttingen 1997, ISBN 3-89244-246-0.
- Heinrich Thies: Die verbannte Prinzessin. Das Leben der Sophie Dorothea; Romanbiografie. 2. Aufl. zu Klampen Verlag, Springe 2007, ISBN 978-3-933156-93-8.
- Sargon Youkhana: Die Affäre Königsmarck. Historischer Roman. Ullstein Buchverlage GmbH, Berlin 2009, ISBN 978-3-548-60763-4.

### Sachliteratur
- Christian Friedrich Hunold: Der Europäischen Höfe Liebes- und Heldengeschichte. Gottfried Liebernickel, Hamburg 1705
- Karl Ludwig von Pöllnitz: Der Herzogin von Hannover geheime Geschichte („Histoire Secrette de la Duchesse d'Hannovre Epouse de Georges Premier Roi de la grande Bretagne.(...)“, 1732). Stuttgart 1734 (erschien ohne Nennung des Autors).
- Friedrich Wilhelm Basilius von Ramdohr: Essai sur l'histoire de la princesse d' Ahlen, épouse du prince électoral d'Hanovre (...), Suard's Archives Littéraires 3, S. 158–204, Paris und Tübingen 1804. - Originalveröffentlichung ohne Nennung des Autors;[14] Autor gemäß Quelle von 1866[15] und Haase 1968.[16]
- William H. Wilkins: The Love of an Uncrowned Queen. Sophie Dorothea, consort of George I. and her correspondence with Philip Christopher Count Königsmarck. Hutchinson, London 1900.
- Luise Ahlborn: Zwei Herzoginnen. Janke Verlag, Berlin 1903 (erschien unter dem Pseudonym „Louise Haidheim“).
- Walther Hisserich: Die Prinzessin von Ahlden und Graf Königsmarck in der erzählenden Dichtung. Ein Beitrag zur vergleichenden Literaturgeschichte. Roether, Darmstadt 1906, DNB 574013725, OCLC 681273154 (Dissertation Universität Rostock 1906, 50 Seiten online, HathiTrust Digital Library, 2010. MiAaHDL, limited search only, Benutzung mit US-Proxy möglich).
- Alfred Edward Woodley Mason: Königsmarck. Hodder & Stoughton, London 1951 (Nachdr. d. Ausg. London 1938).
- Georg Schnath: Der Königsmarck-Briefwechsel. Korrespondenz der Prinzessin Sophie Dorothea von Hannover mit dem Grafen Philipp Christoph Konigsmarck 1690 bis 1694 (Quellen und Darstellungen zur Geschichte Niedersachsens; Bd. 51). Lax, Hildesheim 1952 (Kritische Gesamtausgabe in Regestenform).
- Herbert Singer: Die Prinzessin von Ahlden. Verwandlungen einer höfischen Sensation in der Literatur des 18. Jahrhunderts. In: Euphorion. Zeitschrift für Literaturgeschichte, Bd.  49 (1955), S. 305–334, ISSN 0014-2328.
- Paul Morand: Sophie Dorothea von Celle. Die Geschichte eines Lebens und einer Liebe („Ci-gît Sophie-Dorothée de Celle“, 1968). 2. Aufl. L. Brandt, Celle 1979, ISBN 3-9800226-0-9.
- Doris Leslie: The Rebel Princess. Heinemann, London 1970.
- Ruth Jordan: Sophie Dorothea. Constable Books, London 1971.
- Guido Erol Öztanil: „All’ dies gleicht sehr einem Roman“. Liebe, Mord und Verbannung: Die Prinzessin von Ahlden (1666–1726) und einige Seitenblicke auf die Geschichte des Fleckens Ahlden. Walsrode 1994, OCLC 258420524
- Adolf Köcher: Sophie Dorothea (Kurprinzessin von Hannover). In: Allgemeine Deutsche Biographie (ADB). Band 34, Duncker & Humblot, Leipzig 1892, S. 671–674.
- Dieter-Jürgen Leister: Bildnisse der Prinzessin von Ahlden, in: Niederdeutsche Beiträge zur Kunstgeschichte, Band 9, 1970, S. 169–178.
- Carsten Scholz und Anja Seelke: Eine Liebe in Zeiten des Despotismus. Sophie Dorothea von Hannover und Philipp Christoph von Königsmarck in alten und zwei neuen Porträts. In: Celler Chronik 23. Celle 2016.

## Film
Der Regisseur Basil Dearden verfilmte 1948 das Leben Sophie Dorotheas unter dem Titel Saraband for Dead Lovers (dt. Königsliebe). Als Vorlage dafür diente Helen Simpsons gleichnamiger Roman. Hauptdarsteller dieses Films waren Stewart Granger als Königsmarck und Joan Greenwood in der Rolle Sophie Dorotheas.

## Theater
Als „uncrowned queen“ beschäftigte Kurprinzessin Sophie Dorothea von Hannover bereits die Phantasie ihrer Zeitgenossen wie auch der Nachwelt. Friedrich von Schiller widmete ihr 1804/05 einen dramatischen Entwurf mit dem Titel „Die Prinzessin von Zelle“.
1849 verfasste der deutsch-amerikanische Mediziner Ernst Schmidt das Theaterstück „Sophie Dorothea. Trauerspiel in drei Aufzügen“ (überarbeitet 1856, veröffentlicht 1866, nie aufgeführt). Auch das ebenso 1866 erschienene Stück „Sophie Dorothea“ von Alfred von Wolzogen wurde nie aufgeführt.
Der Autor und Dramaturg Peter Schanz schrieb „Die Prinzessin von Zelle. Ein höfisches Volksstück“, das 2012 am Schlosstheater Celle uraufgeführt wurde.